# Lachapelle-sous-Rougemont
Lachapelle-sous-Rougemont (deutsch früher Welschenkappel) ist eine französische Gemeinde im Département Territoire de Belfort in der Region Bourgogne-Franche-Comté.

## Geographie
Lachapelle-sous-Rougemont liegt auf 378 m über dem Meer, etwa 14 Kilometer nordöstlich der Stadt Belfort (Luftlinie). Das ehemalige Straßenzeilendorf erstreckt sich im Norden der Burgundischen Pforte, auf dem Plateau im Vorland der Vogesen, in der breiten Talmulde beidseits des Ruisseau de Saint-Nicolas.
Die Fläche des 4,89 km² großen Gemeindegebiets umfasst einen Abschnitt der nur schwach reliefierten Landschaft im Bereich der Burgundischen Pforte (Trouée de Belfort). Der zentrale Teil des Gebietes wird in Nord-Süd-Richtung von der Talebene des Ruisseau de Saint-Nicolas durchquert, die eine Breite von ungefähr einem Kilometer aufweist. Der Bach entwässert das Gebiet über die Bourbeuse zur Allaine. Die Ebene im Vogesenvorland liegt auf durchschnittlich 390 m. Sie ist überwiegend mit Acker- und Wiesland bedeckt, zeigt aber auch einige größere Waldflächen. In Muldenlagen befinden sich mehrere Weiher, die für die Fischzucht angelegt wurden. Mit 403 m wird auf dem Plateau an der nördlichen Gemeindegrenze die höchste Erhebung von Lachapelle-sous-Rougemont erreicht.
Nachbargemeinden von Lachapelle-sous-Rougemont sind Petitefontaine im Norden, Soppe-le-Haut und Eteimbes im Osten, Angeot im Süden sowie Felon im Westen.

## Geschichte
Erstmals urkundlich erwähnt wird das Dorf im Jahr 1214 als Capella. Es gehörte zur Herrschaft Rougemont-le-Château. Mitte des 14. Jahrhunderts gelangte Lachapelle-sous-Rougemont unter die Oberhoheit der Habsburger. 1585 erscheint der Ort als Capel auf einer Karte von Mercator. Zusammen mit dem Sundgau kam das Dorf mit dem Westfälischen Frieden 1648 an die französische Krone. Seit 1793 gehörte es zum Département Haut-Rhin, verblieb jedoch 1871 als Teil des Territoire de Belfort im Gegensatz zum restlichen Elsass bei Frankreich. Das ehemalige Seminar wurde 1873 in ein freies Collège umgewandelt und wurde vor allem von Schülern aus dem damals deutschen Elsass besucht. Lachapelle-sous-Rougemont war Standort einer Brauerei (1835 bis 1962) und von metallverarbeitender Industrie (1893 bis 1961). Deshalb wurde der Ort 1914 durch eine Schmalspurbahn mit Belfort verbunden, die jedoch zur Zeit des Zweiten Weltkrieges wieder stillgelegt wurde. Heute ist Lachapelle-sous-Rougemont mit 13 anderen Gemeinden zum Gemeindeverband Communauté de communes du Pays Sous Vosgien zusammengeschlossen.

## Sehenswürdigkeiten
Die Kirche Saint-Vincent wurde im 19. Jahrhundert neu erbaut (siehe auch: Liste der Monuments historiques in Lachapelle-sous-Rougemont).
|  |  |

## Bevölkerung
| Bevölkerungsentwicklung | Bevölkerungsentwicklung |
| Jahr                    | Einwohner               |
| ----------------------- | ----------------------- |
| 1962                    | 496                     |
| 1968                    | 441                     |
| 1975                    | 409                     |
| 1982                    | 403                     |
| 1990                    | 404                     |
| 1999                    | 460                     |

Mit 554 Einwohnern (1. Januar 2022) gehört Lachapelle-sous-Rougemont zu den kleinen Gemeinden des Départements Territoire de Belfort. Nachdem die Einwohnerzahl in der ersten Hälfte des 20. Jahrhunderts deutlich abgenommen hatte (1886 wurden noch 810 Personen gezählt), wurde in den letzten Jahren wieder ein leichtes Bevölkerungswachstum verzeichnet.

## Wirtschaft und Infrastruktur
Lachapelle-sous-Rougemont war lange Zeit ein vorwiegend durch die Landwirtschaft (Ackerbau, Obstbau und Viehzucht), die Fischzucht und die Forstwirtschaft geprägtes Dorf. Heute gibt es einige Betriebe des Klein- und Mittelgewerbes, darunter ein Unternehmen der mechanischen Industrie und des Werkzeugbaus. Mittlerweile hat sich das Dorf zu einer Wohngemeinde gewandelt. Viele Erwerbstätige sind auch Wegpendler, die in den Agglomerationen Belfort und Mülhausen ihrer Arbeit nachgehen.
Die Ortschaft ist verkehrstechnisch gut erschlossen. Sie liegt an der Hauptstraße N83, die von Belfort nach Mülhausen führt. Der nächste Anschluss an die Autoroute A 36 befindet sich in einer Entfernung von ungefähr sieben Kilometern. Weitere Straßenverbindungen bestehen mit Fontaine, Rougemont-le-Château und Eteimbes.